# کنفرانس ملی قانون‌گذاران ایالتی
کنفرانس ملی قانون‌گذاران ایالتی (انگلیسی: National Conference of State Legislatures)مجمعی بی‌طرف متشکل از قانون‌گذاران ایالتی از همه ایالات، قلمروها و مشترک‌المنافع‌های ایالات متحده آمریکا است که از سال ۱۹۷۵ تاسیس شده است.